# ABC da Greve
ABC da Greve é um documentário brasileiro de 1990, dirigido por Leon Hirszman, sobre as greves do movimento operário do ABC paulista no final de década de 1970.

## Sinopse
O documentário acompanha a efervescência do movimento sindical no ABC paulista no final dos anos setenta, que se mobilizaram para realizar as primeiras greves no Brasil desde 1968. Filmado em 16 mm, o filme traz registros dos operários metalúrgicos das grandes fábricas automobilísticas, multinacionais, locadas na região na luta por melhores salários e melhores condições de vida, tornando-se um registro essencial daquele movimento popular que precedeu a anistia política e a redemocratização do país.[carece de fontes?]

## Produção
Em 1979, já livre do processo de falência, Leon Hirszman partiu para um novo projeto que alimentava havia muitos anos: a adaptação para o cinema da peça Eles não usam black-tie, de Gianfrancesco Guarnieri.
Enquanto se preparava em São Paulo para rodar o novo filme, contudo, surgiram as greves do movimento operário, no ABC paulista, que deram origem ao novo movimento sindical brasileiro e também ao Partido dos Trabalhadores.
Documentarista sempre atento às grandes questões sociais de sua época, Hirszman saiu às ruas munido de equipamento portátil de 16 mm para observar o movimento operário na construção de sua identidade política. Decidido a realizar um documentário sobre aquela mobilização, o cineasta reuniu uma pequena equipe, composta por Adrian Cooper, Uli Bruhn, Francisco Mou, Cláudio Kahns e Ivan Novais, que trabalhou com ele em sistema de cooperativa: para viabilizar o projeto, cada um deles abdicou de uma parte do salário e cedeu equipamentos para a produção, adquirindo em troca uma parcela dos direitos de comercialização do filme.
Embora tenha começado a montar o filme, Hirszman não chegou a finalizá-lo antes de sua morte, em 1987. Além de ter se envolvido na conclusão dos filmes Eles não usam black-tie e Imagens do Inconsciente, o cineasta enfrentou dificuldades para viabilizar ABC da Greve como uma produção de circulação nacional, que implicaria, entre outras coisas, em custear a transformação da película de 16mm para 35mm.
Inacabado na produtora Taba Filmes, o processo de pós-produção do documentário foi retomado entre 1989 e 1990, por iniciativa da Cinemateca Brasileira e liderado pelo diretor de fotografia Adrian Cooper, que seguiu as indicações deixadas por Hirszman.

## Lançamento
Após ser finalizado, ABC da Greve foi exibido pela primeira vez em uma mostra organizada pela própria Cinemateca, em 1991.
O filme também participou do Festival de Brasília naquele mesmo ano.